# Ketevan Magalasjvili
Ketevan (Keto) Magalasjvili (Georgisch: ქეთევან კონსტანტინეს ასული მაღალაშვილი, Ketevan Konstantines asoeli Magalasjvili) (Koetaisi, 7 april 1894 O.S. - Tbilisi, 30 mei 1973) was een van de eerste Georgische vrouwelijke portretschilders. In 1961 werd ze uitgeroepen tot Volkskunstschilder van de Georgische SSR.

## Biografie
Ketevan Magalasjvili werd in 1894 geboren in de west-Georgische stad Koetaisi, de hoofdstad van het gelijknamige gouvernement van het Russische Rijk, waar Georgië op dat moment onderdeel van uitmaakte. Haar vader was de financier en amateurkunstenaar Konstantine Magalasjvili en haar moeder Taso Kandelaki. Ze had drie broers en een zus. Op tweejarige leeftijd verhuisde ze met haar familie naar Tbilisi.
Magalasjvili ging in Tbilisi naar het vrouwengymnasium en studeerde van 1911 tot 1915 aan de kunstacademie van Tbilisi, waar ze onderwijs kreeg van onder meer Oskar Schmerling, Iakob Nikoladze en Mose Toidze. Hierna studeerde ze twee jaar aan de keizerlijke School voor Schilderkunst, Beeldhouwkunst en Architectuur in Moskou, onder begeleiding van Konstantin Korovin en Nikolai Kasatkin. Toen ze medio 1917 weer terugkeerde in Tbilisi, werd ze lid van de Georgische Vereniging van Kunstenaars.

### Kostuums en portretten

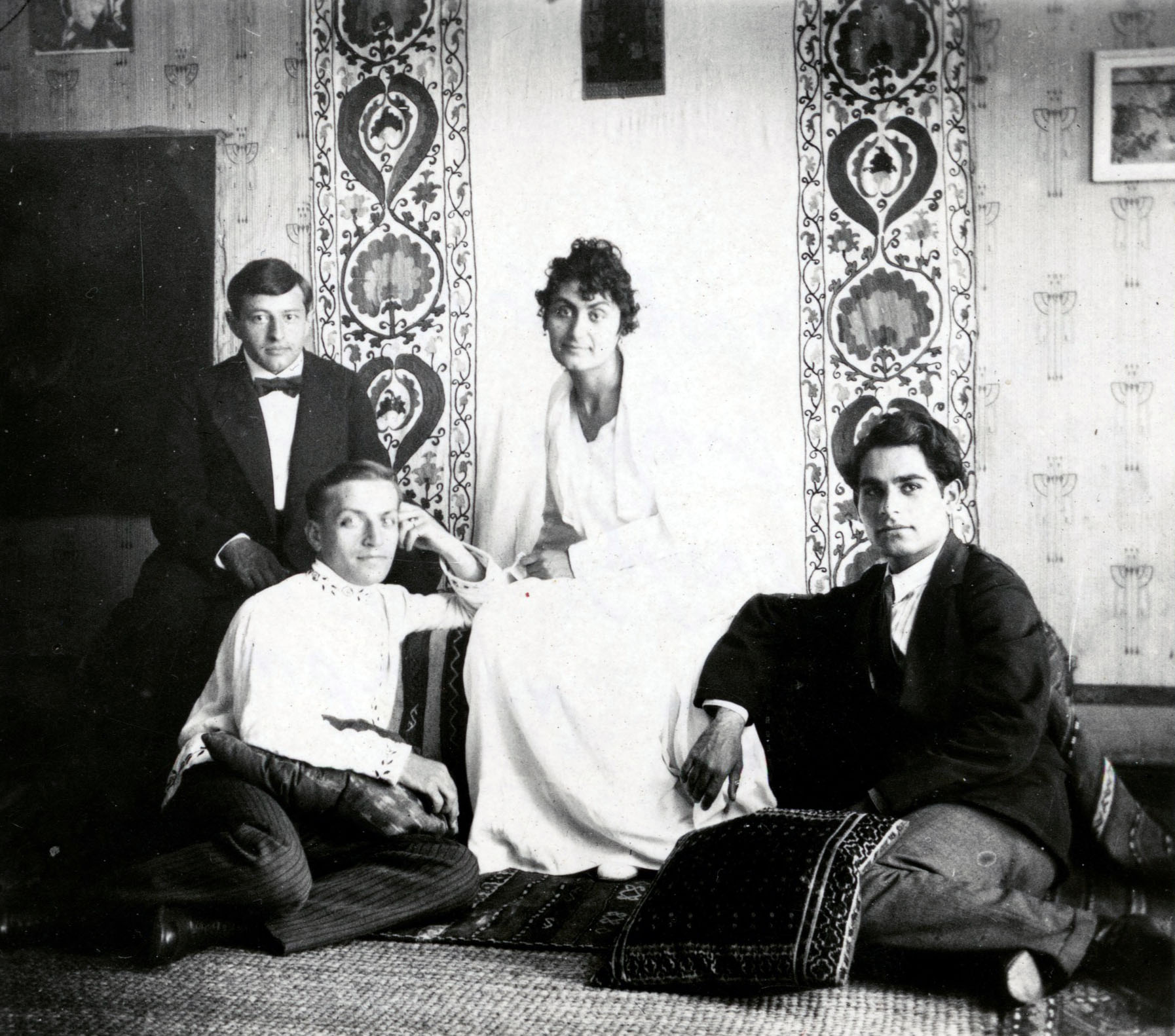
Dimitri Sjevardnadze, Micheil Tsjiaoereli, Ketevan Magalasjvili en Lado Goediasjvili (circa 1920).

In deze periode legde Magalasjvili zich toe op het schetsen van nationale kostuums voor de theaterstudio van Giorgi Dzjabadari. Erevoorzitter Ivane Dzjavachisjvili van de kunstenaarsvereniging zette haar ertoe te zoeken naar materiaal over traditionele nationale kleding in Georgië. Magalasjvili combineerde dit met haar eerste portretschilderingen door haar tante met een nationale hoofdband te schilderen. Tegelijkertijd nam ze deel aan expedities van de Georgische kunstenaarsvereniging, waar kunstenaars kopieën maakten van oude Georgische fresco's.
Ze kwam in dienst bij de Nationale Kunstgalerie, waar kunstenaar en oprichter van de kunstenaarsvereniging Dimitri Sjevardnadze directeur was. Hij adviseerde haar portretten te maken, en gaf haar zijn appartement en werkruimte aan de Roestavelilaan, waar ze dertig jaar lang gebruik van maakte. De twee ontwikkelden een relatie die door de latere Sovjetautoriteiten werd verzwegen. Sjevardnadze werd tijdens de Grote Zuivering in 1937 als 'vijand van het volk' geëxecuteerd.
De in 1918 opgerichte onafhankelijke Democratische Republiek Georgië begon een beleid om jonge talenten met een beurs naar toonaangevende buitenlandse kunstcentra te sturen om ze daar verder op te laten leiden. De Georgische kunstenaarsvereniging stelde in 1919 een lijst samen van kunstenaars die hiervoor in aanmerking zouden komen, waaronder Ketevan Magalasjvili. De uitvoering hiervan werd uitgesteld door de invasie in februari 1921 van het Rode Leger en de sovjetisering van Georgië. Ze overbrugde deze periode in dienst van de Galerij van nationale kostuums. In 1921 maakte ze portretten van Elene Achvlediani en Dimitri Sjevardnadze.

### Georgische kring in Parijs

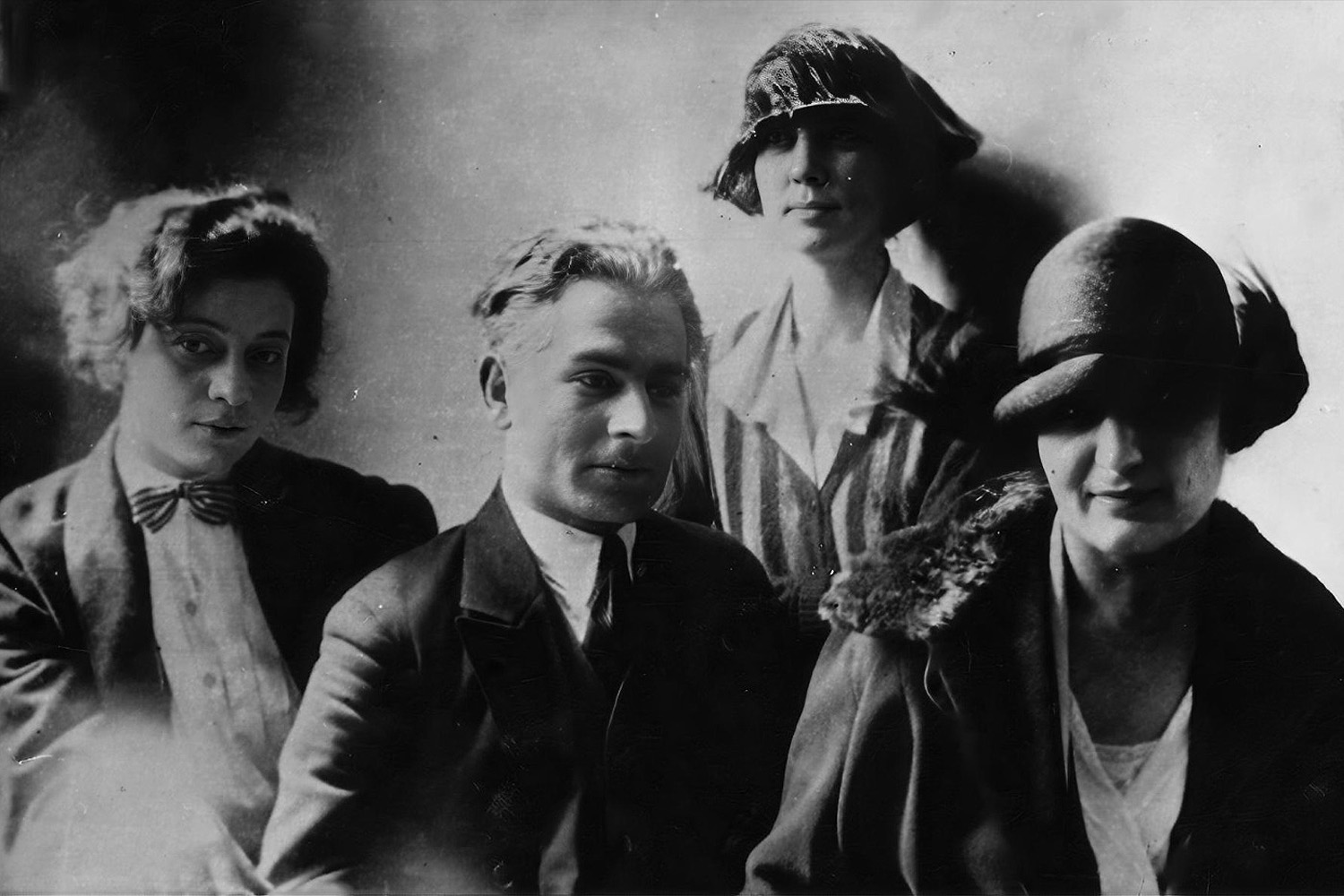
Vrienden in Parijs: Elene Achvlediani, Lado Goediasjvili, Roesiko Mdivani en Ketevan Magalasjvili (1923).

In 1923 verhuisde Magalasjvili naar München op basis van het beursprogramma. Verschillende Georgische talenten en vrienden van haar waren haar al voorgegaan, waaronder Elene Achvlediani en Lado Goediasjvili. De Georgische kunstenaars concentreerden zich in de jaren 1920 in Parijs, waar Magalasjvili ook snel naartoe verhuisde en een studio aan de Champs-Elysees huurde. Ze begon er in 1924 samen met Achvlediani een studie aan de Académie Colarossi, waar ze schetsen maakte naar naaktmodel en zich de techniek aanleerde van snelle potloodlijnen om het vrouwelijk lichaam in verschillende poses weer te geven.
Het leven in Parijs en de kennismaking met het impressionisme hadden invloed op haar werk. In haar vrije tijd bekwaamde ze zich verder in de portretkunst en nam deel aan tentoonstellingen met David Kakabadze, Lado Goediasjvili en Elene Achvlediani. Ze maakte er een reeks van portretten van Georgische kunstenaars en andere naasten, die zich onderscheidden door hun snelle alla prima-techniek, die volgens kenners poëtisch zijn en gevuld met een gevoel van vrijheid, licht en plezier. Uit deze periode stamt ook een van de beste portretten van haar beste vriendin, Achvlediani. Ook maakte ze portretten van Dimitri Sjevardnadze, die als een van haar meest opmerkelijke werken worden gezien.

### Terug naar Sovjet-Georgië

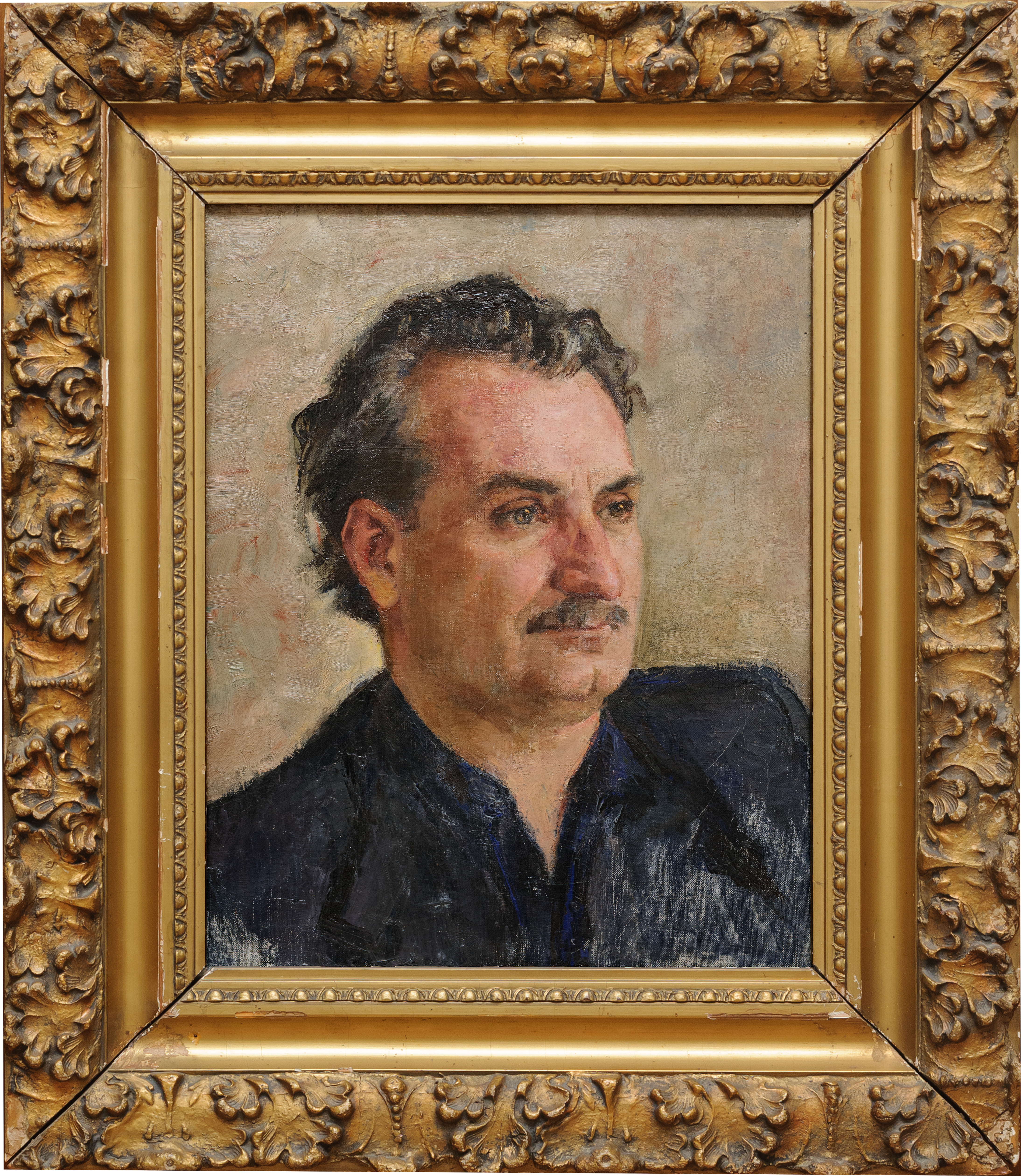
Portret van theater- en filmacteur Sergo Zakariadze (1951).

In 1926 keerde Ketevan Magalasjvili terug naar Georgië en werkte tien jaar als bibliothecaris en restaurator in de Nationale Kunstgalerie. Vanaf 1933 werkte ze ook als kunstrestaurator in het Metechi-museum. Ze nam deel aan verschillende tentoonstellingen, voornamelijk in Moskou. Ze maakte in deze periode talloze kopieën van fresco's, miniaturen en kopieën van de beroemde 12e-eeuwse mozaïeken uit het Gelatiklooster bij Koetaisi. Met de opgedane kennis en ervaring in Parijs bleef ze naast haar dagelijkse werk portretten schilderen.

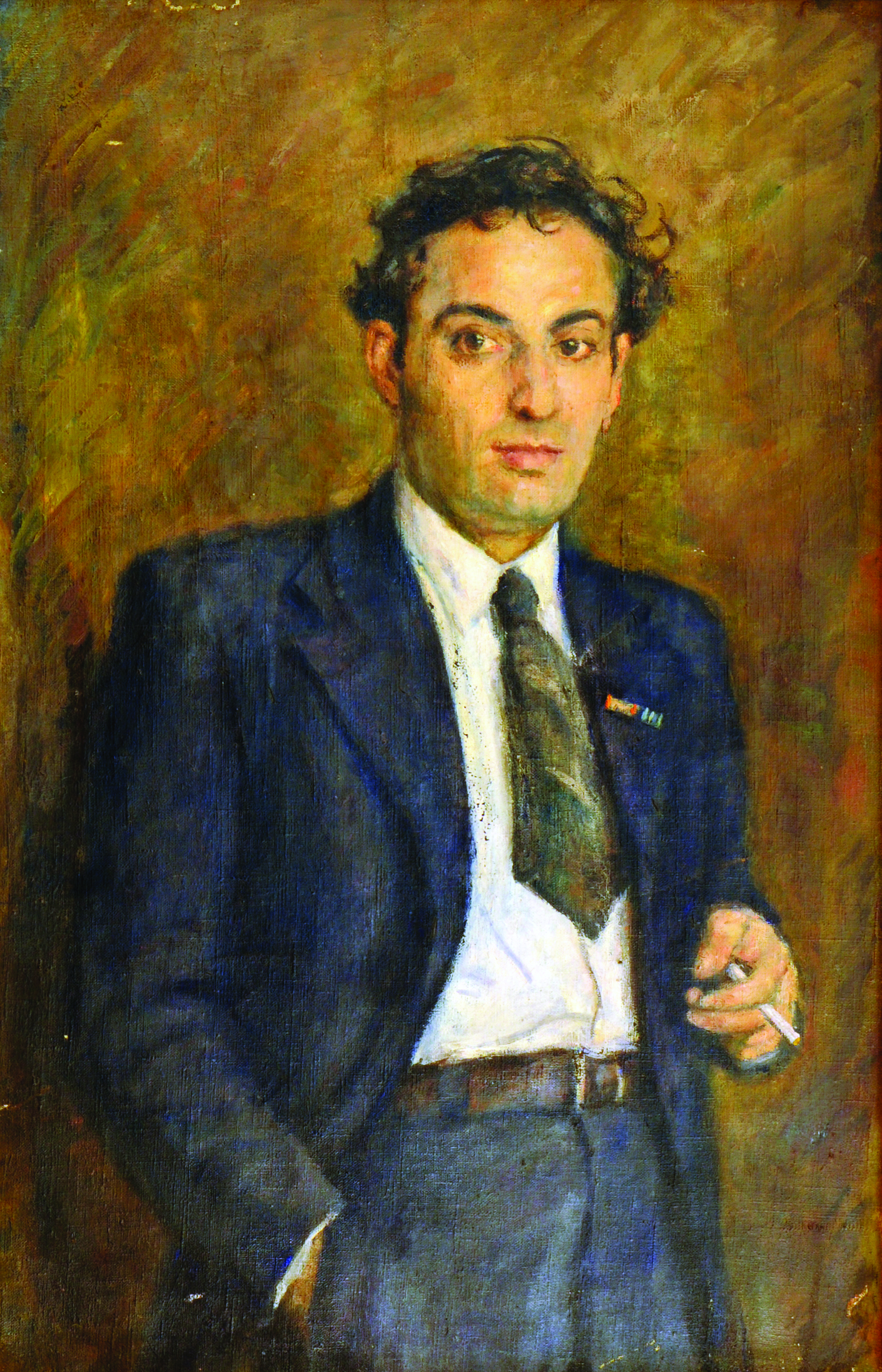
Portret van acteur Vaso Godziasjvili.

In een zelfportret uit 1928 toonde Magalasjvili volgens deskundigen haar individuele stijl. Het kleurenpalet van het zelfportret is warm en het vrije gebruik van de penseelstreek onthullen vrouwelijke tederheid, zachtheid en verfijnde aristocratie. Tegelijkertijd wordt een gevoel van eenvoud en oprechtheid gecreëerd. Na de vervolging van haar geliefde Sjevardnadze nam Magalasjvili ontslag bij de Nationale Kunstgalerie en wijdde ze zich uitsluitend aan de schilderkunst. Ze schilderde talloze portretten van de Georgische intelligentsia, maar ook kleine stillevens. De portretten werden gekenmerkt door nauwkeurige observatie, waarbij ze een neutrale, vaak donkere achtergrond gebruikte voor rustige en evenwichtige composities die zich concentreerden op de innerlijke wereld en het psychologische karakter van de modellen.
Net als veel tijdgenoten moest Magalasjvili om de repressie te overleven loyaal zijn aan de staat en haar ideologie en deze eer bewijzen en zich conformeren aan het opgelegde socialistisch realisme. Ze maakte verschillende portretten die belangrijke Sovjetfiguren eerden, maar deze werken werden zelfs door Sovjetkunstcritici later kunstmatig genoemd. De poëtische geest die kenmerkend was voor haar creatieve aard kon niet in harmonie komen met de aard van het af te beelden onderwerp.
Ze paste zich snel aan en ontdekte het genre van het stilleven, dat af en toe werd vervangen door landschappen. De stillevens bevatten wilde bloemen, rozen, takken van zoete braamstruiken, nationaal aardewerk en glazen vazen. Ondanks deze verschuiving naar andere onderwerpen, bleef ze toegewijd aan portretten. De accenten in haar portretten verschoven in de jaren 1930-1940 naar nieuwe thema's en gezichten. Hiervoor bestudeerde ze natuurlijke modellen, gecombineerd met diepere en uitgebreidere karakters. In deze fase overheersten donkere kleuren. Ze concentreerde zich hierbij op de lichaamsplaatsing van het model, de blikrichting, de handpositie, de achtergrond en het milde gebruik van gevarieerde omgevingen.

### Erkenning

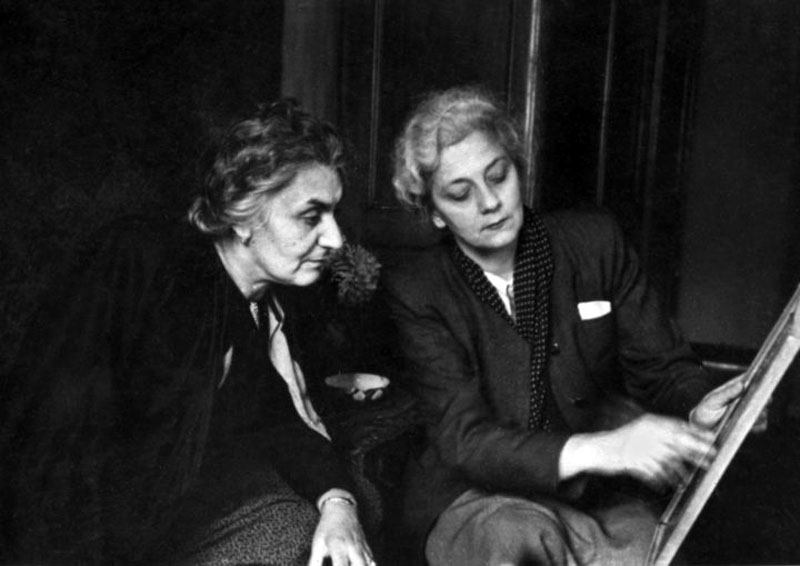
Ketevan Magalasjvili (l) met haar beste vriendin Elene Achvlediani (circa 1950).

Haar bijdrage aan de Sovjet-Georgische kunsten werd in 1946 geëerd met de titel Erekunstenaar van de Georgische SSR. Haar werken werden vanaf de jaren 1950 behalve in de Sovjet-Unie ook in Polen tentoongesteld. Tijdens de post-stalinistische liberalisering verbeterde Magalasjvili haar techniek met complicerende vormen in de compositorische opbouw. In deze periode produceerde Magalasjvili een serie portretten van de belangrijke kunstenaars, schrijvers en wetenschappers van Georgië. Ze werkte daarnaast aan portretten in de open lucht, waarbij ze kleur en licht uitdrukkelijk meenam.
Haar eerste persoonlijke tentoonstelling in Tbilisi vond plaats in 1961. Dat jaar werd ze ook Volkskunstschilder van de Georgische SSR verklaard. In deze periode had Magalasjvili een grotere voorkeur voor pastel in plaats van olieverf, waardoor er een aparte collectie portretten ontstond door de matte kleuring en expressiviteit van de lijnen die het materiaal kenmerken. Een jaar voor haar dood in 1973 vond haar tweede persoonlijke tentoonstelling plaats, die ook in Moskou werd gehouden.
Op 30 mei 1973 stierf Ketevan Magalasjvili en werd begraven in het Didoebe Pantheon in Tbilisi, waar schrijvers en kunstenaars begraven liggen.

## Onderscheidingen
Ketevan Magalasjvili kreeg bij leven verschillende onderscheidingen:
- Erekunstenaar van de Georgische SSR (1946)
- Volkskunstschilder van de Georgische SSR (1961)[6]
- Orde van de Rode Vlag van de Arbeid
- Ereteken van de Sovjet-Unie